# 尉天驄
尉天驄（1935年8月12日—2019年12月17日），原籍江蘇省碭山縣，作家、文學評論家，1949年起定居臺灣，國立政治大學中文系畢業。曾任政治大學中文系所教授，退休後仍於該校中文研究所、臺灣文學研究所兼課。曾任《筆匯》月刊、《文學季刊》、《中國論壇》等刊物主編。

## 生平
1955年，就讀於台灣政治大學二年級的尉天驄還是個窮學生，以他姑母尉素秋教授標會的五萬元新台幣作為資金，憑著一股衝勁，辦了經典刊物《筆匯》，之後又在1966年辦了《文學季刊》（文季），這兩本雜誌兼容現實主義文學與現代主義文學，成了台灣許多重要作家的搖籃。
1970年代，尉天驄提倡寫實文學，主張文學應該面對生活，面對社會，並反映社會各階層人民，對於辦雜誌十分熱衷；影響1950年代至1980年代頗多。1972年，他和唐文標於《文季》展開對以現代詩為主的現代派作品批判，引發唐文標事件。
1977年8月，在臺灣鄉土文學論戰中，尉天驄與陳映真、王禎和等首當其衝，受到親國民黨文人余光中、彭歌等的批評和攻擊。事後，他編輯了一本《鄉土文學討論集》（1978），請胡秋原寫序，共收錄了雙方七十四篇文章，是研究臺灣鄉土文學的重要參考資料。寫作文類以文學評論、雜文隨筆為主，亦有短篇小說。為文，肯定人的尊嚴、對各種形式之專制獨裁，批判不遺於力。
2014年7月遭摩托車衝撞，住院休養復健後必須以輪椅行動。
尉天驄雖然有中華民族主義，但他對投奔北京的陳映真等人也感到失望。歷史學者李筱峰曾回憶2014、2015年間，他與敏洪奎、李日章去木柵拜訪尉天驄，當時尉天驄已經行動不便，他聊到政局時，大罵起陳映真、王曉波等人，尉天驄不客氣地批評「他們不知道中國共產黨是專制極權的政權嗎？」、「竟然可以接受中共的專制極權！」，罵著罵著，連「無恥」的用詞都出口了。更讓李筱峰訝異的是，尉天驄明白表示：「我是不主張台獨的，但如果要迎接中國共產黨來統治，我寧可台獨！」:438-439
2019年12月17日晨病逝於臺北市立萬芳醫院，享壽84歲。
尉天驄的姑丈為政治理論家任卓宣，已過世的妻子孫桂芝為聲樂家、畫家，其子尉任之亦為作家。

## 作品

### 論著
- 《文學扎記》（1971，新風出版社）
- 《路不是一個人走出來的》、《民族與鄉土》（1979，香港縱橫出版社／1979，臺灣慧龍出版社）

### 小說集
- 《到梵林墩去的人》（1970，大林書局）

### 散文集
- 《棗與石榴》（2006，印刻出版社）
- 《回首我們的時代》（2011，印刻出版社）

### 雜文集
- 《天窗集》（1976，藍燈出版社）
- 《眾神》（1976，遠行出版社）
- 《理想的追尋》（1985，新地出版社）
- 《荊棘中的探索》（1985，新地出版社）

## 外部連結
- 國家圖書館-當代文學史料系統[永久]